# Itrakonazol

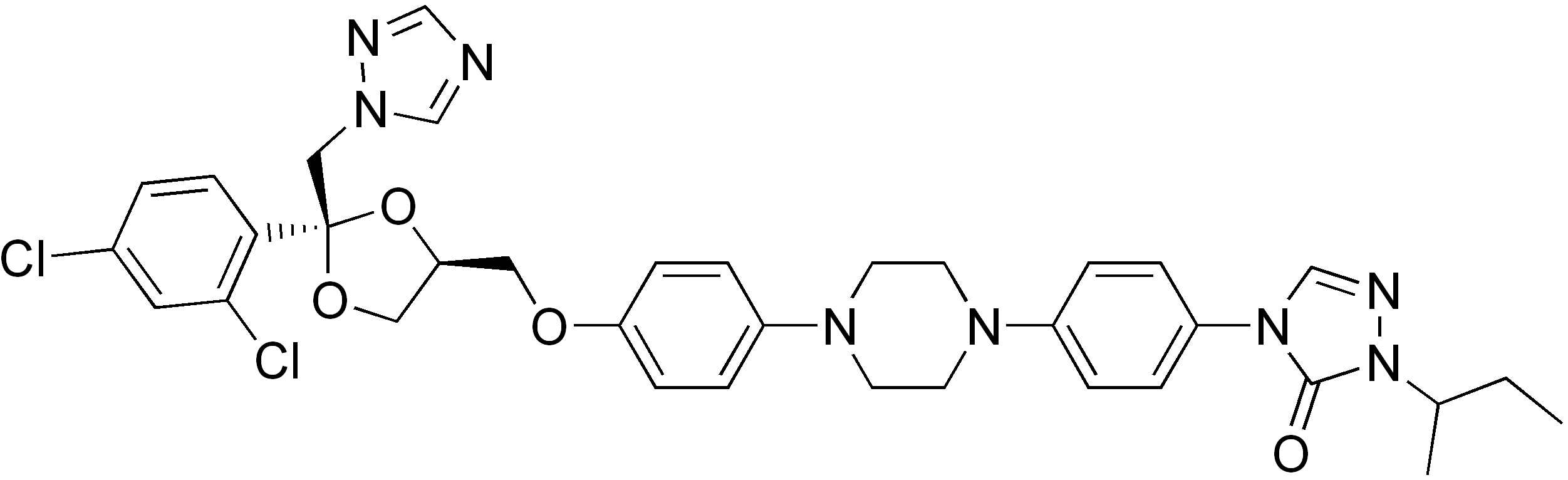
Strukturformel

Itrakonazol är ett medel mot svamp (antimykotikum) som kan tas peroralt (via munnen), som kapslar eller i flytande form. Medlet hindrar svampen att bygga upp en fungerande cellvägg. I Sverige säljs medlen under namn som Sporanox och Itraconazol.
I studier har itrakonazol visat sig vara ett väldigt effektivt läkemedel för behandling av flera olika lindriga och mer allvarliga svampinfektioner. I dessa studier har läkemedlet givits till patienterna en eller två gånger per dag. Forskare tror även att itrakonazol kan ha en förebyggande effekt mot svampinfektioner hos patienter i riskzonen, bland annat kvinnor med återkommande candidavaginit (svampinfektion i underlivet), patienter med AIDS samt patienter som använder immunsuppressiva läkemedelsbehandlingar.